# Porterfield Aircraft Corporation
A Porterfield Aircraft Corporation foi uma empresa Norte americana de design e fabricação de aeronaves fundada em 1934 no Kansas por Edward E. Porterfield.

## Histórico

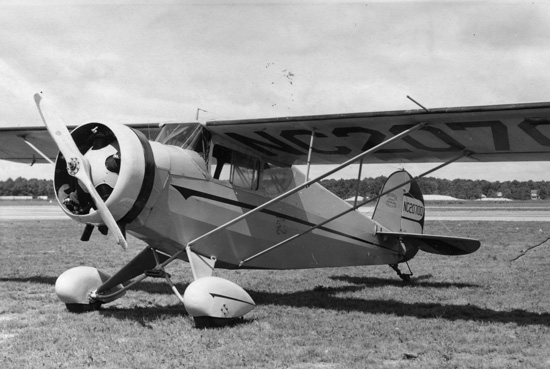
Porterfield 35-70 Flyabout.

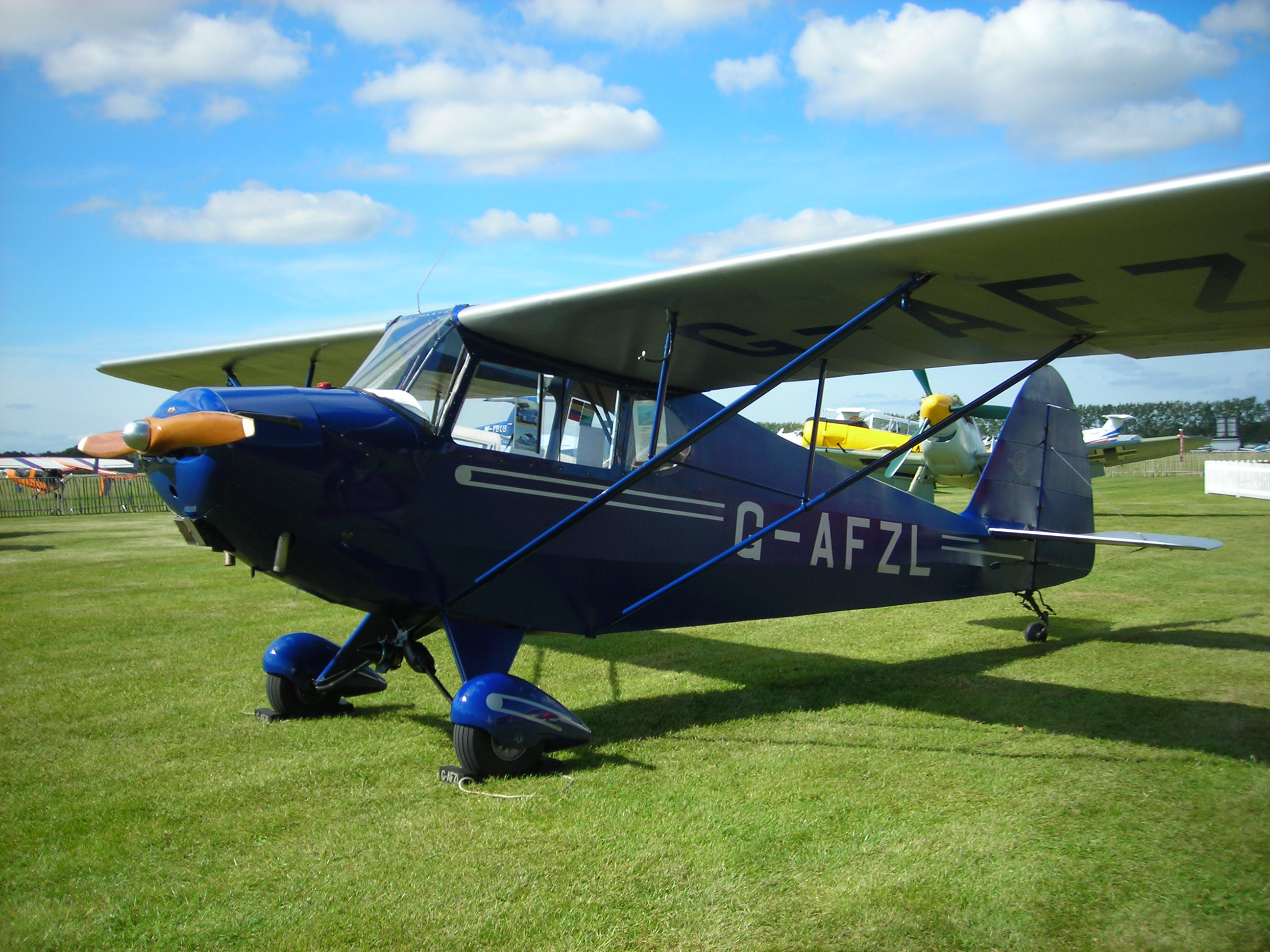
Porterfield CP-50 Collegiate.

Edward Porterfield dirigia uma escola de aviação no Aeroporto Fairfax, perto de Kansas City. Ele estava operando os instrutores biplanos Jennies e Lincoln Standard e sentiu a necessidade de uma aeronave de treinamento mais adequada e de melhor desempenho. Ele consultou vários engenheiros aeronáuticos da época, incluindo Giuseppe Mario Bellanca, e logo lançou a produção de vários monomotores leves de asa alta e biplanos de dois lugares. Então, em 1925, ele fundou a American Eagle Aircraft Corporation.
No final de 1929, a quebra do mercado de ações mundial deprimiu severamente a venda de itens não essenciais, como aviões esportivos, embora a American Eagle continuasse produzindo aviões até 1931. No início daquele ano, a empresa de Porterfield declarou falência e interrompeu a produção. Em 15 de maio de 1931, os ativos da empresa foram adquiridos pela Lincoln-Page Aircraft Company of Lincoln, Nebraska, e Porterfield assumiu o título de representante de vendas de aeronaves daquela empresa, que ficou conhecida como American Eagle-Lincoln Aircraft Corporation, com sede de produção em Lincoln.
Porterfield deixou a empresa em 1932, formando então a Porterfield Aircraft Company em 1934. A nova empresa foi vista como um retorno de Porterfield e em 1937 alugou a antiga fábrica da "Federal Sash and Door Company". Embora nunca tenha alcançado o sucesso numérico dos maiores fabricantes de aeronaves leves, como Piper Aircraft, Aeronca e Taylorcraft, os aviões eram bem feitos e populares entre os pilotos. O foco na venda para países da América Central e do Sul obteve algum sucesso. Com o início da Segunda Guerra Mundial, no entanto, a produção de aeronaves leves para uso civil foi interrompida. A "Harlow Aircraft Company" comprou um terço das ações da empresa em 1940. Na tentativa de aproveitar o grande crescimento do treinamento devido à guerra, a empresa fundou uma escola técnica em dezembro e adquiriu outra em 1941. As empresas maiores se beneficiaram muito com os contratos militares, mas a Porterfield, sem grandes encomendas militares, acabou fechando. A gota d'água para a empresa veio em 1942, quando ela falhou em garantir um contrato para construir aeronaves de ligação para os militares dos EUA.
A Portfield foi sucedida pela Columbia Aircraft Company, que foi criada quando a empresa "Auchincloss, Parker & Redpath" assumiu o primeiro. No entanto, a própria Columbia logo entrou em concordata. A "Ward Furniture Company" posteriormente assumiu o estoque da Porterfield e os contratos de produção de planadores.
Edward Porterfield morreu de ataque cardíaco em 1948.

## Produtos
| Nome do modelo         | Primeiro voo | Quantidade produzida | Tipo                                   |
| ---------------------- | ------------ | -------------------- | -------------------------------------- |
| Porterfield 35         | 1935         | 240+                 | Monoplano monomotor com cabine fechada |
| Porterfield Collegiate | 1936         | 476                  | Monoplano monomotor com cabine fechada |